# Waldemar Fibigr
Waldemar Fibigr (* 20. Juni 1966 in Pardubice; † 21. Oktober 2022) war ein tschechoslowakischer Kanute.

## Karriere
Waldemar Fibigr nahm an den Olympischen Sommerspielen 1988 in Seoul mit Tomáš Křivánek in der Regatta über 1000 m mit dem K-2 teil. Das Duo schied im Halbfinale aus. Bei den Olympischen Sommerspielen 1992 ging er erneut in der Regatta über 1000 m mit dem K-2 an den Start. Gemeinsam mit Jan Bartůněk erreichte er das Finale, wo die beiden Achter wurde.
Bei den Weltmeisterschaften 1993 und 1994 sicherte er sich jeweils eine Bronzemedaille im K-4. 1995 folgte WM-Silber in Duisburg.
Nach seiner Karriere war er lange Zeit als Trainer am Prager Universitätssportzentrum aktiv. Er starb am 21. Oktober 2022 im Alter von 56 Jahren.